# Двести франков «Эйфель»
Двести франков Эйфель — французская банкнота, эскиз которой был разработан 12 декабря 1995 года, и которая выпускалась Банком Франции с 29 октября 1996 года до перехода на евро.

## История
Эта банкнота, как и другие, заменённые на евро (500 франков Пьер и Мари Кюри, 100 франков Сезанн, 50 франков Сент-Экзюпери, 20 франков Дебюсси), относится к третьей серии «Известные учёные и художники XX века». Она была разработана французско-швейцарским дизайнером Роже Пфундом. Серия банкнот посвящена известным людям, которые внесли свой вклад в формирование исторического наследия Франции.
Банкнота печаталась с 1996 по 1999 годы. Она перестала быть законным платёжным средством с 18 февраля 2002 г. и принималась в филиалах банка Франции, в Центральном банке заморских департаментов до 17 февраля 2012 включительно.

## Описание
Автор дизайна банкноты — Роже Пфунд.
Доминирующими цветами являются фуксия, красный и оранжевый.
Аверс: справа портрет Гюстава Эйфеля со старинной фотографии. На заднем плане несколько металлических конструкций, одна из которых Виадук Гараби. В левой части банкноты — стилизованный силуэт Эйфелевой башни, которая выполнена в зелёном флуоресцентном цвете. Рядом расположен небольшой разрез купола обсерватории в Ницце.
Реверс: доминирующей темой банкноты является вид на Эйфелеву башню в 1900 году, на фоне старого дворца Трокадеро.
Водяной знак представляет собой портрет Гюстава Эйфеля со старинной фотографии.
Степени защиты банкноты включают: встроенная бумажная пряжа; встроенная металлическая полоса («ремень») — устойчивость к ксерокопированию и микропечать, бесцветные чернила (проявляющиеся при наклоне банкноты).
Размер банкноты 143 мм х 80 мм.